# Oldenlandia goreensis
Oldenlandia goreensis är en måreväxtart som först beskrevs av Dc., och fick sitt nu gällande namn av Victor Samuel Summerhayes. Oldenlandia goreensis ingår i släktet Oldenlandia och familjen måreväxter.

## Underarter
Arten delas in i följande underarter:
- O. g. goreensis
- O. g. trichocaula